# Drusus (owad)

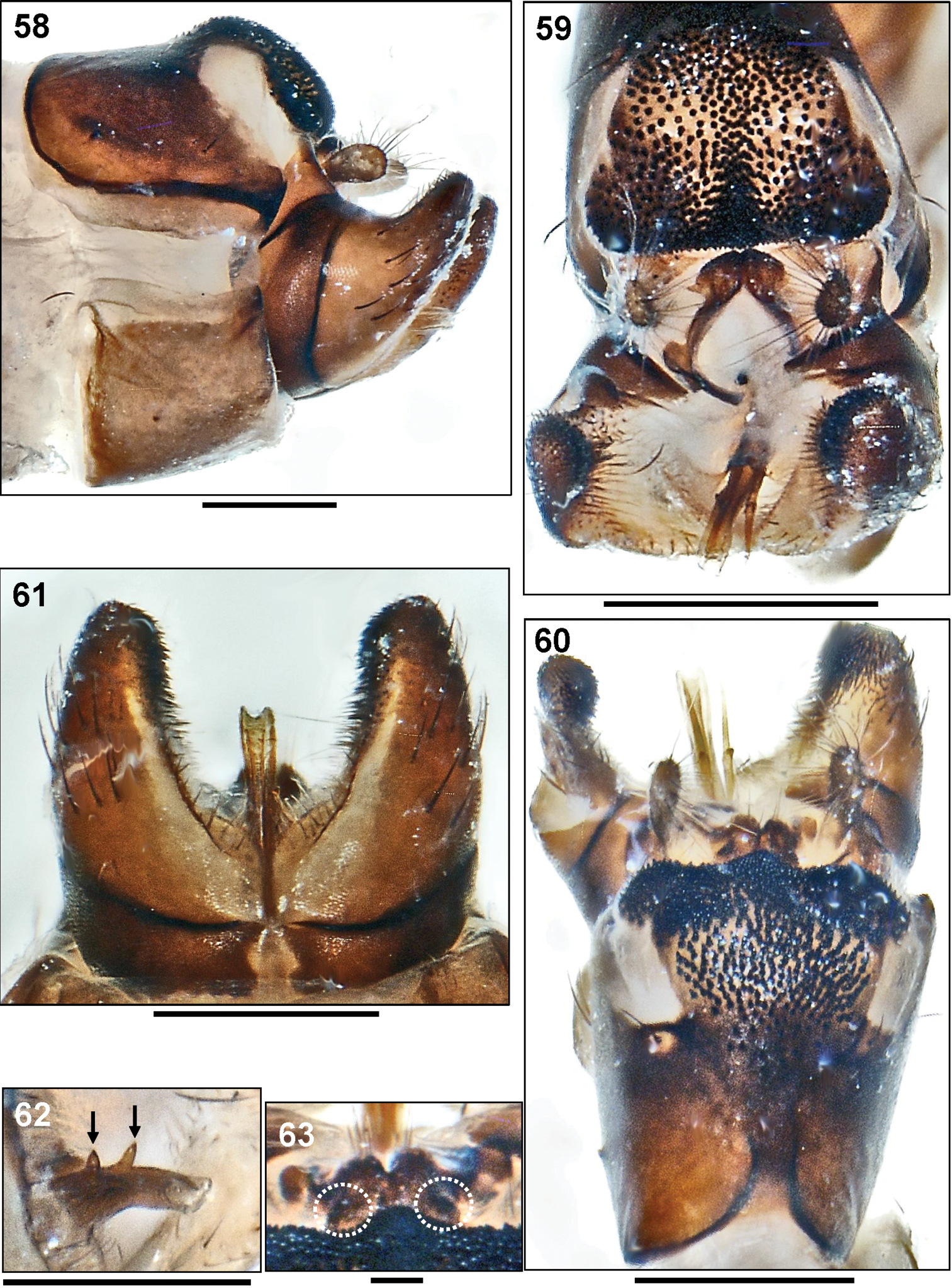
Drusus

Drusus – nazwa rodzajowa owada z rzędu chruścików (Insecta: Trichopterra) z rodziny bagiennikowatych. Rodzaj karpacki, gatunki z tego rodzaju występują tylko w Karpatach i Alpach.
W Polsce stwierdzono występowanie następujących gatunków:
- Drusus annulatus
- Drusus biguttatus
- Drusus brunneus
- Drusus carpathicus
- Drusus discolor
- Drusus monticola
- Drusus trifidus